# Medallistas olímpicos en judo
Tabla de medallas de oro, plata y bronce del Judo en los Juegos Olímpicos en cada una de las pruebas que forman parte del torneo.

## Masculino

### Peso extra ligero
- 60 kg

| Edición             | Oro                               | Plata                           | Bronce                                                            |
| ------------------- | --------------------------------- | ------------------------------- | ----------------------------------------------------------------- |
| Moscú 1980          | Thierry Rey · Francia             | José Rodríguez Carbonell · Cuba | Tibor Kincses · HungríaArambi Yemizh · Unión Soviética            |
| Los Ángeles 1984    | Shinji Hosokawa · Japón           | Kim Jae-yup · Corea del Sur     | Neil Eckersley · Reino UnidoEdward Liddie · Estados Unidos        |
| Seúl 1988           | Kim Jae-yup · Corea del Sur       | Kevin Asano · Estados Unidos    | Shinji Hosokawa · JapónAmiran Totikashvili · Unión Soviética      |
| Barcelona 1992      | Nazim Huseynov · Equipo Unificado | Yoon Hyun · Corea del Sur       | Tadanori Koshino · JapónRichard Trautmann · Alemania              |
| Atlanta 1996        | Tadahiro Nomura · Japón           | Girolamo Giovinazzo · Italia    | Dorjpalamyn Narmandakh · MongoliaRichard Trautmann · Alemania     |
| Sídney 2000         | Tadahiro Nomura · Japón           | Jung Bu-Kyung · Corea del Sur   | Manolo Poulot · CubaAidyn Smagulov · Kirguistán                   |
| Atenas 2004         | Tadahiro Nomura · Japón           | Nestor Khergiani · Georgia      | Khashbaataryn Tsagaanbaatar · MongoliaChoi Min-Ho · Corea del Sur |
| Beijing 2008        | Choi Min-Ho · Corea del Sur       | Ludwig Paischer · Austria       | Rishod Sobirov · UzbekistánRuben Houkes · Países Bajos            |
| Londres 2012        | Arsen Galstyan · Rusia            | Hiroaki Hiraoka · Japón         | Felipe Kitadai · BrasilRishod Sobirov · Uzbekistán                |
| Río de Janeiro 2016 | Beslan Mudranov · Rusia           | Yeldos Smetov · Kazajistán      | Naohisa Takato · JapónDiyorbek Urozboev · Uzbekistán              |
| Tokio 2020          | Naohisa Takato · Japón            | Yang Yung-Wei · China Taipéi    | Luka Mkheidze · FranciaYeldos Smetov · Kazajistán                 |
| París 2024          | Yeldos Smetov · Kazajistán        | Luka Mkheidze · Francia         | Ryuju Nagayama · JapónFrancisco Garrigós · España                 |

### Peso medio ligero
- 65 kg (1980–1996)
- 66 kg (2000–)

| Edición             | Oro                                  | Plata                          | Bronce                                                    |
| ------------------- | ------------------------------------ | ------------------------------ | --------------------------------------------------------- |
| Moscú 1980          | Nikolay Solodukhin · Unión Soviética | Tsendiin Damdin · Mongolia     | Iliyan Nedkov · BulgariaJanusz Pawłowski · Polonia        |
| Los Ángeles 1984    | Yoshiyuki Matsuoka · Japón           | Hwang Jung-Oh · Corea del Sur  | Marc Alexandre · FranciaJosef Reiter · Austria            |
| Seúl 1988           | Lee Kyung-Keun · Corea del Sur       | Janusz Pawłowski · Polonia     | Bruno Carabetta · FranciaYosuke Yamamoto · Japón          |
| Barcelona 1992      | Rogério Sampaio · Brasil             | József Csák · Hungría          | Israel Hernández Planas · CubaUdo Quellmalz · Alemania    |
| Atlanta 1996        | Udo Quellmalz · Alemania             | Yukimasa Nakamura · Japón      | Henrique Guimarães · BrasilIsrael Hernández Planas · Cuba |
| Sídney 2000         | Hüseyin Özkan · Turquía              | Larbi Benboudaoud · Francia    | Girolamo Giovinazzo · ItaliaGiorgi Vazagashvili · Georgia |
| Atenas 2004         | Masato Uchishiba · Japón             | Jozef Krnáč · Eslovaquia       | Yordanis Arencibia · CubaGeorgi Georgiev · Bulgaria       |
| Beijing 2008        | Masato Uchishiba · Japón             | Benjamin Darbelet · Francia    | Yordanis Arencibia · CubaPak Chol-Min · Corea del Norte   |
| Londres 2012        | Lasha Shavdatuashvili · Georgia      | Miklós Ungvári · Hungría       | Masashi Ebinuma · JapónCho Jun-Ho · Corea del Sur         |
| Río de Janeiro 2016 | Fabio Basile · Italia                | An Ba-Ul · Corea del Sur       | Rishod Sobirov · UzbekistánMasashi Ebinuma · Japón        |
| Tokio 2020          | Hifumi Abe · Japón                   | Vazha Margvelashvili · Georgia | An Ba-Ul · Corea del SurDaniel Cargnin · Brasil           |
| París 2024          | Hifumi Abe · Japón                   | Willian Lima · Brasil          | Gusman Kyrgyzbayev · KazajistánDenis Vieru · Moldavia     |

### Peso ligero
- 68 kg (1964)
- 63 kg (1972–1976)
- 71 kg (1980–1996)
- 73 kg (2000–)

| Edición             | Oro                                      | Plata                                    | Bronce                                                                 |
| ------------------- | ---------------------------------------- | ---------------------------------------- | ---------------------------------------------------------------------- |
| Tokio 1964          | Takehide Nakatani · Japón                | Eric Hänni · Suiza                       | Ārons Bogoļubovs · Unión SoviéticaOleg Stepanov · Unión Soviética      |
| México 1968         | judo no incluido en el programa olímpico | judo no incluido en el programa olímpico | judo no incluido en el programa olímpico                               |
| Múnich 1972         | Takao Kawaguchi · Japón                  | medalla no entregada                     | Kim Yong-ik · Corea del NorteJean-Jacques Mounier · Francia            |
| Montreal 1976       | Héctor Rodríguez Torres · Cuba           | Chang Eun-Kyung · Corea del Sur          | Felice Mariani · ItaliaJózsef Tuncsik · Hungría                        |
| Moscú 1980          | Ezio Gamba · Italia                      | Neil Adams · Reino Unido                 | Ravdangiin Davaadalai · MongoliaKarl-Heinz Lehmann · Alemania Oriental |
| Los Ángeles 1984    | Ahn Byeong-keun · Corea del Sur          | Ezio Gamba · Italia                      | Kerrith Brown · Reino UnidoLuís Onmura · Brasil                        |
| Seúl 1988           | Marc Alexandre · Francia                 | Sven Loll · Alemania Oriental            | Mike Swain · Estados UnidosGueorgui Tenadze · Unión Soviética          |
| Barcelona 1992      | Toshihiko Koga · Japón                   | Bertalan Hajtós · Hungría                | Chung Hoon · Corea del SurOren Smadja · Israel                         |
| Atlanta 1996        | Kenzo Nakamura · Japón                   | Kwak Dae-Sung · Corea del Sur            | Christophe Gagliano · FranciaJimmy Pedro · Estados Unidos              |
| Sídney 2000         | Giuseppe Maddaloni · Italia              | Tiago Camilo · Brasil                    | Anatoly Laryukov · BielorrusiaVsevolods Zeļonijs · Letonia             |
| Atenas 2004         | Lee Won-hee · Corea del Sur              | Vitali Makarov · Rusia                   | Leandro Guilheiro · BrasilJimmy Pedro · Estados Unidos                 |
| Beijing 2008        | Elnur Mammadli · Azerbaiyán              | Wang Ki-chun · Corea del Sur             | Rasul Boqiev · TayikistánLeandro Guilheiro · Brasil                    |
| Londres 2012        | Mansur Isaev · Rusia                     | Riki Nakaya · Japón                      | Nyam-Ochir Sainjargal · MongoliaUgo Legrand · Francia                  |
| Río de Janeiro 2016 | Shohei Ono · Japón                       | Rustam Orujov · Azerbaiyán               | Lasha Shavdatuashvili · GeorgiaDirk Van Tichelt · Bélgica              |
| Tokio 2020          | Shohei Ono · Japón                       | Lasha Shavdatuashvili · Georgia          | An Chang-rim · Corea del SurTsend-Ochiryn Tsogtbaatar · Mongolia       |
| París 2024          | Hidayət Heydərov · Azerbaiyán            | Joan-Benjamin Gaba · Francia             | Adil Osmanov · MoldaviaSoichi Hashimoto · Japón                        |

### Peso medio mediano
- 70 kg (1972–1976)
- 78 kg (1980–1996)
- 81 kg (2000–)

| Edición             | Oro                                 | Plata                               | Bronce                                                               |
| ------------------- | ----------------------------------- | ----------------------------------- | -------------------------------------------------------------------- |
| Múnich 1972         | Toyokazu Nomura · Japón             | Antoni Zajkowski · Polonia          | Dietmar Hotger · Alemania OrientalAnatoliy Novikov · Unión Soviética |
| Montreal 1976       | Vladimir Nevzorov · Unión Soviética | Koji Kuramoto · Japón               | Marian Tałaj · PoloniaPatrick Vial · Francia                         |
| Moscú 1980          | Shota Khabareli · Unión Soviética   | Juan Ferrer Lahera · Cuba           | Harald Heinke · Alemania OrientalBernard Tchoullouyan · Francia      |
| Los Ángeles 1984    | Frank Wieneke · Alemania Occidental | Neil Adams · Reino Unido            | Mircea Frăţică · RumaniaMichel Nowak · Francia                       |
| Seúl 1988           | Waldemar Legień · Polonia           | Frank Wieneke · Alemania Occidental | Torsten Bréchôt · Alemania OrientalBashir Varayev · Unión Soviética  |
| Barcelona 1992      | Hidehiko Yoshida · Japón            | Jason Morris · Estados Unidos       | Kim Byung-joo · Corea del SurBertrand Damaisin · Francia             |
| Atlanta 1996        | Djamel Bouras · Francia             | Toshihiko Koga · Japón              | Cho In-chul · Corea del SurSoso Liparteliani · Georgia               |
| Sídney 2000         | Makoto Takimoto · Japón             | Cho In-chul · Corea del Sur         | Aleksei Budõlin · EstoniaNuno Delgado · Portugal                     |
| Atenas 2004         | Ilias Iliadis · Grecia              | Roman Gontiuk · Ucrania             | Flávio Canto · BrasilDmitri Nosov · Rusia                            |
| Beijing 2008        | Ole Bischof · Alemania              | Kim Jae-bum · Corea del Sur         | Tiago Camilo · BrasilRoman Gontiuk · Ucrania                         |
| Londres 2012        | Kim Jae-bum · Corea del Sur         | Ole Bischof · Alemania              | Ivan Nifontov · RusiaAntoine Valois-Fortier · Canadá                 |
| Río de Janeiro 2016 | Khasan Khalmurzaev · Rusia          | Travis Stevens · Estados Unidos     | Sergiu Toma · Emiratos Árabes UnidosTakanori Nagase · Japón          |
| Tokio 2020          | Takanori Nagase · Japón             | Saeid Mollaei · Mongolia            | Shamil Borchashvili · AustriaMatthias Casse · Bélgica                |
| París 2024          | Takanori Nagase · Japón             | Tato Grigalashvili · Georgia        | Lee Joon-Hwan · Corea del SurSomon Majmadbekov · Tayikistán          |

### Peso medio
- 80 kg (1964–1976)
- 86 kg (1980–1996)
- 90 kg (2000–)

| Edición             | Oro                                      | Plata                                      | Bronce                                                                 |
| ------------------- | ---------------------------------------- | ------------------------------------------ | ---------------------------------------------------------------------- |
| Tokio 1964          | Isao Okano · Japón                       | Wolfgang Hofmann · Equipo Alemán Unificado | James Bregman · Estados UnidosKim Eui-Tae · Corea del Sur              |
| México 1968         | judo no incluido en el programa olímpico | judo no incluido en el programa olímpico   | judo no incluido en el programa olímpico                               |
| Múnich 1972         | Shinobu Sekine · Japón                   | Oh Seung-Lip · Corea del Sur               | Jean-Paul Coche · FranciaBrian Jacks · Reino Unido                     |
| Montreal 1976       | Isamu Sonoda · Japón                     | Valeri Dvoinikov · Unión Soviética         | Slavko Obadov · YugoslaviaPark Young-Chul · Corea del Sur              |
| Moscú 1980          | Jürg Röthlisberger · Suiza               | Isaac Azcuy · Cuba                         | Alexandr Yatskevich · Unión SoviéticaDetlef Ultsch · Alemania Oriental |
| Los Ángeles 1984    | Peter Seisenbacher · Austria             | Robert Berland · Estados Unidos            | Walter Carmona · BrasilSeiki Nose · Japón                              |
| Seúl 1988           | Peter Seisenbacher · Austria             | Vladimir Shestakov · Unión Soviética       | Akinobu Osako · JapónBen Spijkers · Países Bajos                       |
| Barcelona 1992      | Waldemar Legień · Polonia                | Pascal Tayot · Francia                     | Nicolas Gill · CanadáHirotaka Okada · Japón                            |
| Atlanta 1996        | Jeon Ki-young · Corea del Sur            | Armen Bagdasarov · Uzbekistán              | Mark Huizinga · Países BajosMarko Spittka · Alemania                   |
| Sídney 2000         | Mark Huizinga · Países Bajos             | Carlos Honorato · Brasil                   | Frédéric Demontfaucon · FranciaRuslan Mashurenko · Ucrania             |
| Atenas 2004         | Zurab Zviadauri · Georgia                | Hiroshi Izumi · Japón                      | Mark Huizinga · Países BajosKhasanbi Taov · Rusia                      |
| Beijing 2008        | Irakli Tsirekidze · Georgia              | Amar Benikhlef · Argelia                   | Hesham Mesbah · EgiptoSergei Aschwanden · Suiza                        |
| Londres 2012        | Song Dae-Nam · Corea del Sur             | Asley González · Cuba                      | Ilias Iliadis · GreciaMasashi Nishiyama · Japón                        |
| Río de Janeiro 2016 | Mashu Baker · Japón                      | Varlam Liparteliani · Georgia              | Gwak Dong-han · Corea del SurCheng Xunzhao · República Popular China   |
| Tokio 2020          | Lasha Bekauri · Georgia                  | Eduard Trippel · Alemania                  | Davlat Bobonov · UzbekistánKrisztián Tóth · Hungría                    |
| París 2024          | Lasha Bekauri · Georgia                  | Sanshiro Murao · Japón                     | Maxime-Gaël Ngayap Hambou · FranciaTheódoros Tselidis · Grecia         |

### Peso medio pesado
- 93 kg (1972–1976)
- 95 kg (1980–1996)
- 100 kg (2000–)

| Edición             | Oro                                  | Plata                               | Bronce                                                                |
| ------------------- | ------------------------------------ | ----------------------------------- | --------------------------------------------------------------------- |
| Múnich 1972         | Shota Chochishvili · Unión Soviética | David Starbrook · Reino Unido       | Paul Barth · Alemania OccidentalChiaki Ishii · Brasil                 |
| Montreal 1976       | Kazuhiro Ninomiya · Japón            | Ramaz Jarshiladze · Unión Soviética | Jürg Röthlisberger · SuizaDavid Starbrook · Reino Unido               |
| Moscú 1980          | Robert Van de Walle · Bélgica        | Tenguiz Jubuluri · Unión Soviética  | Dietmar Lorenz · Alemania OrientalHenk Numan · Países Bajos           |
| Los Ángeles 1984    | Ha Hyung-Joo · Corea del Sur         | Douglas Vieira · Brasil             | Bjarni Friðriksson · IslandiaGünther Neureuther · Alemania Occidental |
| Seúl 1988           | Aurélio Miguel · Brasil              | Marc Meiling · Alemania Occidental  | Dennis Stewart · Reino UnidoRobert Van De Walle · Bélgica             |
| Barcelona 1992      | Antal Kovács · Hungría               | Raymond Stevens · Reino Unido       | Theo Meijer · Países BajosDmitri Sergeyev · Equipo Unificado          |
| Atlanta 1996        | Paweł Nastula · Polonia              | Kim Min-Soo · Corea del Sur         | Aurélio Miguel · BrasilStéphane Traineau · Francia                    |
| Sídney 2000         | Kosei Inoue · Japón                  | Nicolas Gill · Canadá               | Yuri Stiopkin · RusiaStéphane Traineau · Francia                      |
| Atenas 2004         | Ihar Makarau · Bielorrusia           | Jang Sung-Ho · Corea del Sur        | Michael Jurack · AlemaniaAriel Ze'evi · Israel                        |
| Beijing 2008        | Naidangiin Tüvshinbayar · Mongolia   | Askhat Zhitkeyev · Kazajistán       | Movlud Miraliyev · AzerbaiyánHenk Grol · Países Bajos                 |
| Londres 2012        | Tagir Khaybulaev · Rusia             | Naidangiin Tüvshinbayar · Mongolia  | Dimitri Peters · AlemaniaHenk Grol · Países Bajos                     |
| Río de Janeiro 2016 | Lukáš Krpálek · República Checa      | Elmar Gasimov · Azerbaiyán          | Cyrille Maret · FranciaRyunosuke Haga · Japón                         |
| Tokio 2020          | Aaron Wolf · Japón                   | Cho Gu-ham · Corea del Sur          | Jorge Fonseca · PortugalNiyaz Iliasov · ROC                           |
| París 2024          | Zelim Kotsoyev · Azerbaiyán          | Ilia Sulamanidze · Georgia          | Peter Paltchik · IsraelMuzaffarbek Turoboyev · Uzbekistán             |

### Peso pesado
- más de 80 kg (1964)
- más de 93 kg (1972–1976)
- más de 95 kg (1980–1996)
- más de 100 kg (2000–)

| Edición             | Oro                                      | Plata                                    | Bronce                                                                |
| ------------------- | ---------------------------------------- | ---------------------------------------- | --------------------------------------------------------------------- |
| Tokio 1964          | Isao Inokuma · Japón                     | Douglas Rogers · Canadá                  | Parnaoz Chikviladze · Unión SoviéticaAnzor Kiknadze · Unión Soviética |
| México 1968         | judo no incluido en el programa olímpico | judo no incluido en el programa olímpico | judo no incluido en el programa olímpico                              |
| Múnich 1972         | Wim Ruska · Países Bajos                 | Klaus Glahn · Alemania Occidental        | Motoki Nishimura · JapónGivi Onashvili · Unión Soviética              |
| Montreal 1976       | Serhiy Novikov · Unión Soviética         | Günther Neureuther · Alemania Occidental | Allen Coage · Estados UnidosSumio Endo · Japón                        |
| Moscú 1980          | Angelo Parisi · Francia                  | Dimitar Zaprianov · Bulgaria             | Radomir Kovačević · YugoslaviaVladimír Kocman · Checoslovaquia        |
| Los Ángeles 1984    | Hitoshi Saitō · Japón                    | Angelo Parisi · Francia                  | Mark Berger · CanadáCho Yong-Chul · Corea del Sur                     |
| Seúl 1988           | Hitoshi Saitō · Japón                    | Henry Stöhr · Alemania Oriental          | Cho Yong-Chul · Corea del SurGrigori Verichev · Unión Soviética       |
| Barcelona 1992      | David Khakhaleishvili · Equipo Unificado | Naoya Ogawa · Japón                      | Imre Csösz · HungríaDavid Douillet · Francia                          |
| Atlanta 1996        | David Douillet · Francia                 | Ernesto Pérez Lobo · España              | Frank Möller · AlemaniaHarry Van Barneveld · Bélgica                  |
| Sídney 2000         | David Douillet · Francia                 | Shinichi Shinohara · Japón               | Indrek Pertelson · EstoniaTamerlan Tmenov · Rusia                     |
| Atenas 2004         | Keiji Suzuki · Japón                     | Tamerlan Tmenov · Rusia                  | Dennis van der Geest · Países BajosIndrek Pertelson · Estonia         |
| Beijing 2008        | Satoshi Ishii · Japón                    | Abdullo Tangriev · Uzbekistán            | Oscar Braison · CubaTeddy Riner · Francia                             |
| Londres 2012        | Teddy Riner · Francia                    | Aleksandr Mikhailine · Rusia             | Rafael Silva · BrasilAndreas Tölzer · Alemania                        |
| Río de Janeiro 2016 | Teddy Riner · Francia                    | Hisayoshi Harasawa · Japón               | Rafael Silva · BrasilOr Sasson · Israel                               |
| Tokio 2020          | Lukáš Krpálek · República Checa          | Guram Tushishvili · Georgia              | Teddy Riner · FranciaTamerlan Bashayev · ROC                          |
| París 2024          | Teddy Riner · Francia                    | Kim Min-Jong · Corea del Sur             | Temur Rajimov · TayikistánAlisher Yusupov · Uzbekistán                |

### Categoría abierta
| Edición          | Oro                                      | Plata                                    | Bronce                                                                |
| ---------------- | ---------------------------------------- | ---------------------------------------- | --------------------------------------------------------------------- |
| Tokio 1964       | Anton Geesink · Países Bajos             | Akio Kaminaga · Japón                    | Theodore Boronovskis · AustraliaKlaus Glahn · Equipo Alemán Unificado |
| México 1968      | judo no incluido en el programa olímpico | judo no incluido en el programa olímpico | judo no incluido en el programa olímpico                              |
| Múnich 1972      | Wim Ruska · Países Bajos                 | Vitali Kuznetsov · Unión Soviética       | Jean-Claude Brondani · FranciaAngelo Parisi · Reino Unido             |
| Montreal 1976    | Haruki Uemura · Japón                    | Keith Remfry · Reino Unido               | Cho Jea-Ki · Corea del SurShota Chochishvili · Unión Soviética        |
| Moscú 1980       | Dietmar Lorenz · Alemania Oriental       | Angelo Parisi · Francia                  | András Ozsvár · HungríaArthur Mapp · Reino Unido                      |
| Los Ángeles 1984 | Yasuhiro Yamashita · Japón               | Mohamed Ali Rashwan · Egipto             | Arthur Schnabel · Alemania OccidentalMihai Cioc · Rumania             |

## Femenino

### Peso extra ligero
- 48 kg

| Edición             | Oro                           | Plata                              | Bronce                                                      |
| ------------------- | ----------------------------- | ---------------------------------- | ----------------------------------------------------------- |
| Barcelona 1992      | Cécile Nowak · Francia        | Ryoko Tamura · Japón               | Amarilis Savón · CubaHülya Şenyurt · Turquía                |
| Atlanta 1996        | Kye Sun-hui · Corea del Norte | Ryoko Tamura · Japón               | Amarilis Savón · CubaYolanda Soler · España                 |
| Sídney 2000         | Ryoko Tamura · Japón          | Liubov Bruletova · Rusia           | Anna-Maria Gradante · AlemaniaAnn Simons · Bélgica          |
| Atenas 2004         | Ryoko Tani · Japón            | Frédérique Jossinet · Francia      | Julia Matijass · AlemaniaGao Feng · República Popular China |
| Beijing 2008        | Alina Dumitru · Rumania       | Yanet Bermoy · Cuba                | Paula Pareto · ArgentinaRyoko Tani · Japón                  |
| Londres 2012        | Sarah Menezes · Brasil        | Alina Dumitru · Rumania            | Eva Csernoviczki · HungríaCharline Van Snick · Bélgica      |
| Río de Janeiro 2016 | Paula Pareto · Argentina      | Jeong Bo-Kyeong · Corea del Sur    | Ami Kondo · JapónGalbadrakhyn Otgontsetseg · Kazajistán     |
| Tokio 2020          | Distria Krasniqi · Kosovo     | Funa Tonaki · Japón                | Daria Bilodid · UcraniaMönkhbatyn Urantsetseg · Mongolia    |
| París 2024          | Natsumi Tsunoda · Japón       | Bavuudorzhiin Baasanjüü · Mongolia | Shirine Boukli · FranciaTara Babulfath · Suecia             |

### Peso medio ligero
- 52 kg

| Edición             | Oro                                    | Plata                         | Bronce                                                             |
| ------------------- | -------------------------------------- | ----------------------------- | ------------------------------------------------------------------ |
| Barcelona 1992      | Almudena Muñoz · España                | Noriko Mizoguchi · Japón      | Li Zhongyun · República Popular ChinaSharon Rendle · Reino Unido   |
| Atlanta 1996        | Marie-Claire Restoux · Francia         | Hyun Sook-Hee · Corea del Sur | Noriko Sugawara · Japón Legna Verdecia · Cuba                      |
| Sídney 2000         | Legna Verdecia · Cuba                  | Noriko Narazaki · Japón       | Liu Yuxiang · República Popular ChinaKye Sun-hui · Corea del Norte |
| Atenas 2004         | Xian Dongmei · República Popular China | Yuki Yokosawa · Japón         | Amarilis Savón · CubaIlse Heylen · Bélgica                         |
| Beijing 2008        | Xian Dongmei · República Popular China | An Kum-Ae · Corea del Norte   | Soraya Haddad · ArgeliaMisato Nakamura · Japón                     |
| Londres 2012        | An Kum-Ae · Corea del Norte            | Yanet Bermoy · Cuba           | Rosalba Forciniti · ItaliaPriscilla Gneto · Francia                |
| Río de Janeiro 2016 | Majlinda Kelmendi · Kosovo             | Odette Giuffrida · Italia     | Misato Nakamura · Japón Natalia Kuziutina · Rusia                  |
| Tokio 2020          | Uta Abe · Japón                        | Amandine Buchard · Francia    | Odette Giuffrida · ItaliaChelsie Giles · Reino Unido               |
| París 2024          | Diyora Keldiyorova · Uzbekistán        | Distria Krasniqi · Kosovo     | Larissa Pimenta · BrasilAmandine Buchard · Francia                 |

### Peso ligero
- 56 kg (1992–1996)
- 57 kg (2000–)

| Edición             | Oro                         | Plata                              | Bronce                                                      |
| ------------------- | --------------------------- | ---------------------------------- | ----------------------------------------------------------- |
| Barcelona 1992      | Miriam Blasco Soto · España | Nicola Fairbrother · Reino Unido   | Driulis González · CubaChiyori Tateno · Japón               |
| Atlanta 1996        | Driulis González · Cuba     | Jung Sun-Yong · Corea del Sur      | Isabel Fernández · EspañaMarisabel Lomba · Bélgica          |
| Sídney 2000         | Isabel Fernández · España   | Driulis González · Cuba            | Kie Kusakabe · Japón Maria Pekli · Australia                |
| Atenas 2004         | Yvonne Bönisch · Alemania   | Kye Sun-Hui · Corea del Norte      | Deborah Gravenstijn · Países BajosYurisleidy Lupetey · Cuba |
| Beijing 2008        | Giulia Quintavalle · Italia | Deborah Gravenstijn · Países Bajos | Ketleyn Quadros · BrasilXu Yan · República Popular China    |
| Londres 2012        | Kaori Matsumoto · Japón     | Corina Căprioriu · Rumania         | Marti Malloy · Estados UnidosAutomne Pavia · Francia        |
| Río de Janeiro 2016 | Rafaela Silva · Brasil      | Dorjsürengiin Sumiyaa · Mongolia   | Kaori Matsumoto · JapónTelma Monteiro · Portugal            |
| Tokio 2020          | Nora Gjakova · Kosovo       | Sarah-Léonie Cysique · Francia     | Jessica Klimkait · CanadáTsukasa Yoshida · Japón            |
| París 2024          | Christa Deguchi · Canadá    | Huh Mi-Mi · Corea del Sur          | Haruka Funakubo · JapónSarah-Léonie Cysique · Francia       |

### Peso medio mediano
- 61 kg (1992–1996)
- 63 kg (2000–)

| Edición             | Oro                            | Plata                                | Bronce                                                              |
| ------------------- | ------------------------------ | ------------------------------------ | ------------------------------------------------------------------- |
| Barcelona 1992      | Catherine Fleury · Francia     | Yael Arad · Israel                   | Yelena Petrova · Equipo UnificadoZhang Di · República Popular China |
| Atlanta 1996        | Yuko Emoto · Japón             | Gella Vandecaveye · Bélgica          | Jenny Gal · Países BajosJung Sung-Sook · Corea del Sur              |
| Sídney 2000         | Séverine Vandenhende · Francia | Li Shufang · República Popular China | Jung Sung-Sook · Corea del SurGella Vandecaveye · Bélgica           |
| Atenas 2004         | Ayumi Tanimoto · Japón         | Claudia Heill · Austria              | Urška Žolnir · EsloveniaDriulis González · Cuba                     |
| Beijing 2008        | Ayumi Tanimoto · Japón         | Lucie Décosse · Francia              | Elisabeth Willeboordse · Países BajosWon Ok-Im · Corea del Norte    |
| Londres 2012        | Urška Žolnir · Eslovenia       | Xu Lili · República Popular China    | Yoshie Ueno · JapónGévrise Émane · Francia                          |
| Río de Janeiro 2016 | Tina Trstenjak · Eslovenia     | Clarisse Agbegnenou · Francia        | Yarden Gerbi · IsraelAnicka van Emden · Países Bajos                |
| Tokio 2020          | Clarisse Agbegnenou · Francia  | Tina Trstenjak · Eslovenia           | Maria Centracchio · ItaliaCatherine Beauchemin-Pinard · Canadá      |
| París 2024          | Andreja Leški · Eslovenia      | Prisca Awiti Alcaraz · México        | Clarisse Agbegnenou · FranciaLaura Fazliu · Kosovo                  |

### Peso medio
- 66 kg (1992–1996)
- 70 kg (2000–)

| Edición             | Oro                         | Plata                         | Bronce                                                             |
| ------------------- | --------------------------- | ----------------------------- | ------------------------------------------------------------------ |
| Barcelona 1992      | Odalis Revé · Cuba          | Emanuela Pierantozzi · Italia | Kate Howey · Reino UnidoHeidi Rakels · Bélgica                     |
| Atlanta 1996        | Cho Min-Sun · Corea del Sur | Aneta Szczepańska · Polonia   | Wang Xianbo · República Popular ChinaClaudia Zwiers · Países Bajos |
| Sídney 2000         | Sibelis Veranes · Cuba      | Kate Howey · Reino Unido      | Cho Min-Sun · Corea del SurYlenia Scapin · Italia                  |
| Atenas 2004         | Masae Ueno · Japón          | Edith Bosch · Países Bajos    | Qin Dongya · República Popular ChinaAnnett Böhm · Alemania         |
| Beijing 2008        | Masae Ueno · Japón          | Anaysi Hernández · Cuba       | Ronda Rousey · Estados UnidosEdith Bosch · Países Bajos            |
| Londres 2012        | Lucie Décosse · Francia     | Kerstin Thiele · Alemania     | Yuri Alvear · ColombiaEdith Bosch · Países Bajos                   |
| Río de Janeiro 2016 | Haruka Tachimoto · Japón    | Yuri Alvear · Colombia        | Sally Conway · Reino UnidoLaura Vargas Koch · Alemania             |
| Tokio 2020          | Chizuru Arai · Japón        | Michaela Polleres · Austria   | Madina Taimazova · ROCSanne van Dijke · Países Bajos               |
| París 2024          | Barbara Matić · Croacia     | Miriam Butkereit · Alemania   | Michaela Polleres · AustriaGabriella Willems · Bélgica             |

### Peso medio pesado
- 72 kg (1992–1996)
- 78 kg (2000–)

| Edición             | Oro                                  | Plata                             | Bronce                                                           |
| ------------------- | ------------------------------------ | --------------------------------- | ---------------------------------------------------------------- |
| Barcelona 1992      | Kim Mi-Jung · Corea del Sur          | Yoko Tanabe · Japón               | Irene de Kok · Países BajosLaetitia Meignan · Francia            |
| Atlanta 1996        | Ulla Werbrouck · Bélgica             | Yoko Tanabe · Japón               | Diadenis Luna · CubaYlenia Scapin · Italia                       |
| Sídney 2000         | Tang Lin · República Popular China   | Céline Lebrun · Francia           | Emanuela Pierantozzi · ItaliaSimona Richter · Rumania            |
| Atenas 2004         | Noriko Anno · Japón                  | Liu Xia · República Popular China | Lucia Morico · ItaliaYurisel Laborde · Cuba                      |
| Beijing 2008        | Yang Xiuli · República Popular China | Yalennis Castillo · Cuba          | Jeong Gyeong-Mi · Corea del SurStéphanie Possamaï · Francia      |
| Londres 2012        | Kayla Harrison · Estados Unidos      | Gemma Gibbons · Reino Unido       | Audrey Tcheuméo · FranciaMayra Aguiar · Brasil                   |
| Río de Janeiro 2016 | Kayla Harrison · Estados Unidos      | Audrey Tcheuméo · Francia         | Mayra Aguiar · BrasilAnamari Velenšek · Eslovenia                |
| Tokio 2020          | Shori Hamada · Japón                 | Madeleine Malonga · Francia       | Anna-Maria Wagner · AlemaniaMayra Aguiar · Brasil                |
| París 2024          | Alice Bellandi · Italia              | Inbar Lanir · Israel              | Ma Zhenzhao · República Popular ChinaPatrícia Sampaio · Portugal |

### Peso pesado
- más de 72 kg (1992–1996)
- más de 78 kg (2000–)

| Edición             | Oro                                      | Plata                   | Bronce                                                        |
| ------------------- | ---------------------------------------- | ----------------------- | ------------------------------------------------------------- |
| Barcelona 1992      | Zhuang Xiaoyan · República Popular China | Estela Rodríguez · Cuba | Natalina Lupino · FranciaYoko Sakaue · Japón                  |
| Atlanta 1996        | Sun Fuming · República Popular China     | Estela Rodríguez · Cuba | Christine Cicot · FranciaJohanna Hagn · Alemania              |
| Sídney 2000         | Yuan Hua · República Popular China       | Daima Beltrán · Cuba    | Kim Seon-Young · Corea del SurMayumi Yamashita · Japón        |
| Atenas 2004         | Maki Tsukada · Japón                     | Daima Beltrán · Cuba    | Tea Donguzashvili · RusiaSun Fuming · República Popular China |
| Beijing 2008        | Tong Wen · República Popular China       | Maki Tsukada · Japón    | Lucija Polavder · EsloveniaIdalys Ortiz · Cuba                |
| Londres 2012        | Idalys Ortiz · Cuba                      | Mika Sugimoto · Japón   | Karina Bryant · Reino UnidoTong Wen · República Popular China |
| Río de Janeiro 2016 | Émilie Andéol · Francia                  | Idalys Ortiz · Cuba     | Kanae Yamabe · JapónYu Song · República Popular China         |
| Tokio 2020          | Akira Sone · Japón                       | Idalys Ortiz · Cuba     | Iryna Kindzerska · AzerbaiyánRomane Dicko · Francia           |
| París 2024          | Beatriz Souza · Brasil                   | Raz Hershko · Israel    | Kim Ha-Yun · Corea del SurRomane Dicko · Francia              |

## Mixto

### Equipos
| Edición    | Oro | Plata | Bronce |
| ---------- | --- | --- | --- |
| Tokio 2020 | FranciaClarisse Agbegnenou · Axel Clerget · Romane Dicko · Teddy Riner · Sarah-Léonie Cysique · Guillaume Chaine · Amandine Buchard · Alexandre Iddir · Kilian Le Blouch · Madeleine Malonga · Margaux Pinot                                                                    | JapónChizuru Arai · Shoichiro Mukai · Akira Sone · Aaron Wolf · Tsukasa Yoshida · Shohei Ono · Hifumi Abe · Uta Abe · Shori Hamada · Hisayoshi Harasawa · Takanori Nagase · Miku Tashiro                                      | AlemaniaGiovanna Scoccimarro · Dominic Ressel · Anna-Maria Wagner · Karl-Richard Frey · Theresa Stoll · Sebastian Seidl · Jasmin Grabowski · Katharina Menz · Martyna Trajdos · Eduard Trippel · Igor Wandtke · Johannes Frey IsraelGili Sharir · Sagi Muki · Raz Hershko · Peter Paltchik · Timna Nelson-Levy · Tohar Butbul · Or Sasson · Li Kochman · Baruch Shmailov · Inbar Lanir · Shira Rishony |
| París 2024 | Francia Shirine Boukli · Joan-Benjamin Gaba · Amandine Buchard · Walide Khyar · Sarah-Léonie Cysique · Luka Mkheidze · Clarisse Agbegnenou · Alpha Oumar Djalo · Marie-Ève Gahié · Maxime-Gaël Ngayap Hambou · Romane Dicko · Aurélien Diesse · Madeleine Malonga · Teddy Riner | Japón Uta Abe · Hifumi Abe · Haruka Funakubo · Soichi Hashimoto · Natsumi Tsunoda · Ryuju Nagayama · Saki Niizoe · Sanshiro Murao · Miku Takaichi · Takanori Nagase · Aaron Wolf · Rika Takayama · Akira Sone · Tatsuru Saito | Brasil Daniel Cargnin · Leonardo Gonçalves · Willian Lima · Rafael Macedo · Guilherme Schimidt · Rafael da Silva · Larissa Pimenta · Ketleyn Quadros · Rafaela Silva · Beatriz Souza Corea del SurLee Hye-Kyeong · Kim Won-Jin · Jung Ye-Rin · An Ba-Ul · Huh Mi-Mi · Kim Ji-Su · Lee Joon-Hwan · Han Ju-Yeop · Yoon Hyun-Ji · Kim Ha-Yun · Kim Min-Jong                                               |